# 因韦尔索皮纳斯卡
因韦尔索皮纳斯卡（義大利語：Inverso Pinasca），是意大利都灵省的一个市镇。总面积7平方公里，人口735人，人口密度105.0人/平方公里（2009年）。ISTAT代码为001122。